# Huang Yunhui
Huang Yunhui 黄蕴慧 (* im Kreis Feng, Provinz Jiangsu) ist eine chinesische Geologin und Mineralogin. Sie ist die Entdeckerin einiger neuer Mineralien in China und forscht am Geologischen Institut der Chinesischen Akademie der Geowissenschaften.
Von Huang entdeckte neue Minerale sind der Hsianghualith (香花石,  xianghuashi) (1957) und der Suolunit (索伦石,  suolunshi) (1961).